# The Confession (film 1910)
The Confession è un cortometraggio muto del 1910. Il nome del regista non viene riportato nei credit.

## Trama
Brandon, un giovane e brillante letterato, dopo aver ucciso un uomo per legittima difesa, affida al fonografo la confessione del suo delitto. La sorella del giovane, sospettando qualcosa, riesce con un trucco a impadronirsi del disco e a sentire la registrazione. Lui, furioso per essere stato ingannato, si precipita dentro e rompe il disco. Poi si accascia, con il cuore in tumulto. Nella stanza entra anche la sua fidanzata: ma Brandon non riesce a riprendersi più e muore, assistito da quelle che sono le due donne a lui più care.

## Produzione
Il film fu prodotto dalla Essanay Film Manufacturing Company.

## Distribuzione
Il film - un cortometraggio di una bobina - uscì nelle sale cinematografiche USA il 22 gennaio 1910.